# Colesterolo monoossigenasi
La colesterolo monoossigenasi, conosciuta come l'enzima di scissione della catena laterale del colesterolo, è un enzima appartenente alla classe delle ossidoreduttasi, che catalizza la seguente reazione:
colesterolo + ferredossina surrenale ridotta + O2 ⇄ pregnenolone + 4-metilpentanale + ferredossina surrenale ossidata + H2O
L'enzima è una proteina eme-tiolata (P-450). La reazione avviene in tre passaggi, con l'idrossilazione di C-20 e C-22 che precede la rottura della catena laterale presso il C-20.